# Solanum adenophorum
Solanum adenophorum är en potatisväxtart som beskrevs av Ferdinand von Mueller. Solanum adenophorum ingår i släktet skattor som ingår i familjen potatisväxter. Inga underarter finns listade i Catalogue of Life.